# Codice ATCvet QJ54
Il codice ATCvet QJ54 "Antimicobatterici per uso intramammario" è un sottogruppo del sistema di classificazione Anatomico Terapeutico e Chimico, un sistema di codici alfanumerici sviluppato dall'OMS per la classificazione dei farmaci e altri prodotti medici. Il sottogruppo QJ fa parte del gruppo anatomico J, farmaci per uso veterinario antinfettivi per uso sistemico.
Numeri nazionali della classificazione ATC possono includere codici aggiuntivi non presenti in questa lista, che segue la versione OMS.

## QJ54A Droghe per infezioni micobatteriche

### QJ54AB Antibiotici
QJ54AB02 Rifampicina
QJ54AB03 Rifamicina